# Чаура (язык)
Чаура (также известен как тутет; Chaura, Chowra, Tutet) — один из никобарских языков, вместе с языком тересса относится к группе чаура-тересса. Распространён на острове Чаура (Човра). По данным на 2000 год число носителей составляет 2020 человек. Близок к вымиранию.